# To Err Is Human: Building a Safer Health System
To Err Is Human: Building a Safer Health System ("Errar é humano: construindo um sistema de saúde mais seguro", em português) é um relatório seminal para as áreas de avaliação em saúde e segurança do paciente. Foi publicado em novembro de 1999 como parte de uma coletânea de obras desenvolvidas no âmbito de um projeto do Instituto de Medicina (IOM) dos Estados Unidos, chamado Quality of Health Care in America, cujo objetivo era traçar uma estratégia para melhorar a qualidade dos cuidados em saúde, no país, nos próximos dez anos. Os responsáveis pela edição foram Linda Kohn, Janet Corrigan e Molla Donaldson.
Este documento foi pioneiro ao expor publicamente a alarmante magnitude dos danos causados por erros médicos. Para ilustrar a dimensão do problema na sociedade americana, o relatório apresentou dados da época: estimava-se que entre 44 mil e 98 mil mortes anuais eram atribuídas a eventos adversos na assistência médica, um número que superava os óbitos anuais por câncer de mama, AIDS e acidentes de trânsito.
A publicação impulsionou significativamente o debate sobre a qualidade da prática médica e a segurança do paciente. Nos EUA, o então presidente Bill Clinton sancionou a Lei de Pesquisa e Qualidade em Saúde de 1999 (Healthcare Research and Quality Act of 1999). Essa legislação fortaleceu a produção de informações para a tomada de decisões em saúde e reestruturou a agência federal responsável, renomeando-a de Agency for Health Care Policy and Research para Agency for Healthcare Research and Quality, indicando sua nova orientação com ênfase na qualidade.
O relatório é amplamente reconhecido por ter elevado a conscientização sobre a extensão dos erros médicos na sociedade. Ele demonstrou que tais eventos não eram raros ou isolados e que sua redução depende de uma ampla abordagem. Além disso, asseverou que a maioria dos erros deriva de falhas no sistema de saúde, não podendo ser resolvidos, exclusivamente, com ações em nível individual, com profissionais de saúde.